# Breitenau (Francja)
Breitenau – miejscowość i gmina we Francji, w regionie Grand Est, w departamencie Dolny Ren.
Według danych na rok 1990 gminę zamieszkiwało 208 osób, 48 os./km².